# Małuszka
Małuszka (ukr. Малушка) – wieś na Ukrainie, w obwodzie rówieńskim, w rejonie rówieńskim, w hromadzie Malin. W 2001 liczyła 695 mieszkańców, spośród których 693 wskazało jako ojczysty język ukraiński, 1 rosyjski, a 1 polski.
W okresie międzywojennym wieś znajdowała się w granicach II RP, wchodząc w skład gminy Bereźne w powiecie kostopolskim, w województwie wołyńskim.